# Fehlerfortpflanzung
Bei vielen Messaufgaben ist eine physikalische Größe nicht direkt messbar, sondern sie muss indirekt aus messbaren Größen nach einer mathematischen Formel bestimmt werden. Jeder gemessene Wert weicht von seinem richtigen Wert ab (siehe Messabweichung, die ältere Bezeichnung war Messfehler). Diese Messabweichungen werden mit der Formel übertragen (oder fortgepflanzt). Daher wird auch das Ergebnis von seinem richtigen Wert abweichen. Diese Tatsache wird Fehlerfortpflanzung genannt. Für diese existieren Rechenregeln, mit denen die Abweichung des Ergebnisses bestimmt oder abgeschätzt werden kann.

## Aufgabe
- Häufig soll ein Ergebnis {\displaystyle y} aus einer Größe {\displaystyle x} oder im allgemeinen Fall aus mehreren Größen {\displaystyle x_{1}} , {\displaystyle x_{2}} , {\displaystyle \dotsc \ } berechnet werden. Mit einer fehlerbehafteten Bestimmung der Eingangsgröße(n) wird auch die Ergebnisgröße fehlerbehaftet sein. Nach „groben“ Fehlern muss neu gemessen oder neu gerechnet werden. Sonst ist es eher angebracht, nur die Auswirkung des Fehlers oder der Fehler auf das Ergebnis zu bestimmen.
- Mathematisch gesagt: Gibt es eine Funktion {\displaystyle y=y(x_{1}\,,\ x_{2}\,,\ \dotsc \ )} mit mehreren unabhängigen Variablen {\displaystyle x_{i\,}}, die um ein kleines {\displaystyle \Delta x_{i}} falsch sind, so wird auch das Ergebnis {\displaystyle y} falsch um ein kleines {\displaystyle \Delta y}. Dieses {\displaystyle \Delta y} soll berechnet werden können.
- Messtechnisch gesagt: Ist ein Messergebnis aus Messwerten verschiedener Größen auszurechnen, wobei diese Messwerte von ihren richtigen Werten abweichen, so wird ein Ergebnis berechnet, das entsprechend auch vom richtigen Ergebnis abweicht. Die Größe der Abweichung des Messergebnisses soll ausgerechnet werden können (im Rahmen des quantitativ Sinnvollen, siehe Fehlergrenze[1]).

## Fallunterscheidung

### Systematischer Fehler
Systematische Fehler sind im Prinzip bestimmbar, sie haben Betrag und Vorzeichen.
Beispiel: Die in einem Verbraucher umgesetzte elektrische Leistung soll berechnet und dazu die Stromstärke durch den Verbraucher gemessen werden. Dazu wird ein Strommesser in die Leitung geschaltet. An dem Messgerät fällt aber eine Spannung ab; dadurch wird die Spannung am Verbraucher kleiner als die Speisespannung; dadurch wird bei einem ohmschen Verbraucher die Stromstärke auch kleiner; es wird etwas zu wenig gemessen (negative Rückwirkungsabweichung, die sich bei bekannter Speisespannung und bei bekanntem Messgeräte-Innenwiderstand ausrechnen lässt). Die aus Speisespannung und gemessener Stromstärke berechnete Leistung wird damit auch zu niedrig angegeben.
Bei einem systematischen Fehler der Eingangsgröße oder bei systematischen Fehlern der Eingangsgrößen lässt sich mittels der Fehlerfortpflanzungs-Regeln zu den Fehlern mit Vorzeichen der systematische Fehler der Ausgangsgröße berechnen.

### Messgerätefehler
Ferner kann nicht davon ausgegangen werden, dass die vom Messgerät erfasste Größe ohne Messgerätefehler angezeigt wird. In seltenen Fällen ist anhand einer Fehlerkurve zu dem Messwert der zugehörige systematische Fehler bekannt. Im Allgemeinen ist von einem Messgerätefehler nur dessen vorzeichenloser Grenzwert, die Fehlergrenze bekannt.
Beispiel: Kann die Stromstärke im obigen Beispiel nur mit einer Fehlergrenze von 4 % bestimmt werden, kann die Leistung auch nur in einem Bereich von −4 % bis +4 % um den berechneten Wert bestimmt werden.
Bei einer Fehlergrenze der Eingangsgröße oder bei Fehlergrenzen der Eingangsgrößen lässt sich mittels der zugehörigen Fehlerfortpflanzungs-Regeln die Fehlergrenze der Ausgangsgröße berechnen.

### Zufälliger Fehler
Soweit bisher behandelt, gibt es mehrere Eingangsgrößen (unabhängige Variable, Messgrößen) und davon jeweils nur einen Wert. Anders ist es bei zufälligen Fehlern, die erkannt werden, wenn von einer Eingangsgröße mehrere Werte vorliegen – gewonnen durch wiederholte Bestimmung (Messung) unter konstanten Bedingungen. Aus diesen Werten lässt sich ein arithmetischer Mittelwert berechnen, der als Schätzwert der Eingangsgröße weiterverwendet wird, der aber aufgrund seiner Streuung mit einem zufälligen Fehler behaftet ist.
Bei Messgerätefehlern kann gemäß davon ausgegangen werden, dass der Betrag des zufälligen Fehlers wesentlich kleiner ist als die Fehlergrenze (anderenfalls ist auch der zufällige Fehler bei der Festlegung der Fehlergrenze zu berücksichtigen). Bei voneinander unabhängigen Messwerten, deren Qualität von den Fehlergrenzen der Messgeräte bestimmt wird, ist die Untersuchung zufälliger Fehler dann aber nicht sinnvoll.

### Fehler des mathematischen Modells
Die zu berechnende Größe muss durch die mathematische Formel korrekt beschrieben werden. Um leichter rechnen zu können oder mangels vollständiger Kenntnis wird aber oft auf Näherungen ausgewichen.
Beispiel: Die Speisespannung im obigen Beispiel wird als bekannt angenommen, wie das bei Bezug aus einer Konstantspannungsquelle zulässig ist. Falls die Spannung der Quelle aber von der Belastung abhängig ist, ist ihre Kenngröße „Leerlaufspannung“ nicht mehr die Speisespannung; es entsteht ein weiterer Fehler.
Ein Fehler der Ausgangsgröße, welcher aufgrund eines unzureichenden mathematischen Modells für den Zusammenhang mit den Eingangsgrößen entsteht, lässt sich mit Fehlerfortpflanzungs-Regeln nicht berechnen.

## Regeln zur Fehlerfortpflanzung

### Grundlage
Eine glatte Funktion {\displaystyle y(x)}, wie das in der klassischen Physik und in der Technik fast immer gegeben ist, lässt sich in der Umgebung einer Stelle x durch ihre Taylorreihe darstellen. Der nachfolgend dargestellte Formalismus mit linearer Näherung benötigt nur die einfache Differenzierbarkeit.

### Fehler mit Vorzeichen

#### Eine fehlerbehaftete Größe
Der Einfluss einer fehlerbehafteten Eingangsgröße {\displaystyle x} auf das Ergebnis {\displaystyle y} kann mittels der Taylorreihe abgeschätzt werden:
{\displaystyle y=y(x)\quad \Rightarrow \quad y(x+\Delta x)=y(x)+{\frac {1}{1!}}\ {\frac {dy(x)}{dx}}\cdot \Delta x+{\frac {1}{2!}}\ {\frac {d^{2}y(x)}{dx^{2}}}\cdot (\Delta x)^{2}+\cdots }
Bei genügend kleinem {\displaystyle |\Delta x|} kann die Reihenentwicklung nach dem linearen Glied abgebrochen werden, weil Glieder mit {\displaystyle (\Delta x)^{2}} und noch höheren Potenzen erst recht klein werden. Damit ergibt sich die Näherungslösung
{\displaystyle y(x+\Delta x)-y(x)=\Delta y={\frac {dy}{dx}}\cdot \Delta x}

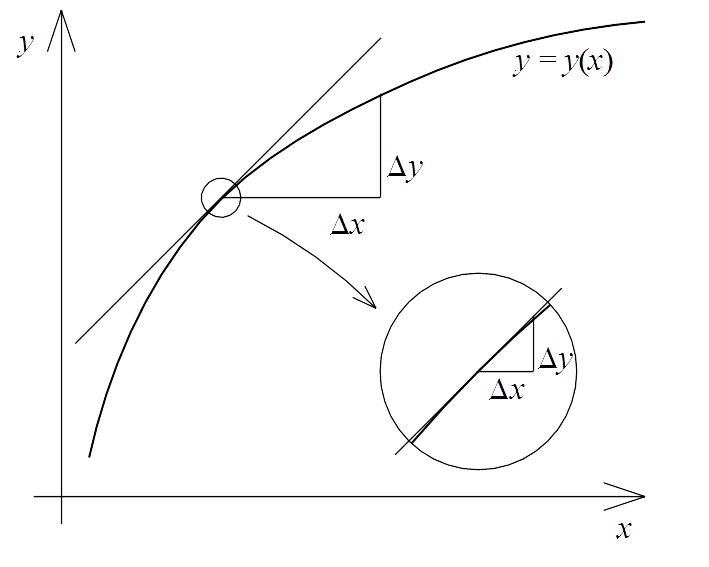
Mit einer Eingangsgröße: Bei deren Änderung um ändert sich die Ausgangsgröße um. Bei genügend kleinem wird proportional zu mit dem Anstieg der Tangente als Proportionalitätsfaktor

Dieses liefert eine Regel zur Fehlerfortpflanzung, wenn die {\displaystyle \Delta }-Werte als absolute Fehler angesehen werden.
- Beispiel: Proportionalität

{\displaystyle y=c\cdot x\quad \ \Rightarrow \quad \Delta y=c\cdot \Delta x\quad ;\quad {\frac {\Delta y}{y}}={\frac {\Delta x}{x}}}
Für die Ausgangsgröße {\displaystyle y} enthält deren absoluter Fehler {\displaystyle \Delta y} die spezielle Proportionalitätskonstante {\displaystyle c}. Besser wird mit dem relativen Fehler {\displaystyle \Delta y/y} gerechnet, der unabhängig von {\displaystyle c} ist und stets genauso groß wie der relative Fehler {\displaystyle \Delta x/x} der Eingangsgröße {\displaystyle x}.
- Beispiel: umgekehrte Proportionalität (Kehrwertbildung)

{\displaystyle y={\frac {c}{x}}\quad \quad \Rightarrow \quad \Delta y=-c\cdot {\frac {\Delta x}{x^{2}}}\ ;\quad {\frac {\Delta y}{y}}=-{\frac {\Delta x}{x}}}
Der relative Fehler der Ausgangsgröße hat denselben Betrag wie der relative Fehler der Eingangsgröße, aber entgegengesetztes Vorzeichen.

#### Mehrere fehlerbehaftete Größen

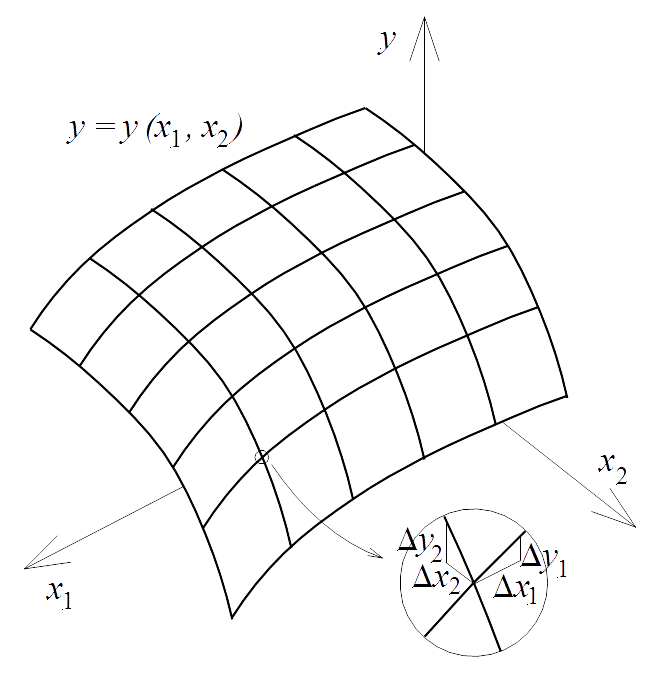
Mit zwei Eingangsgrößen: Kleine Änderungen auf der Fläche und kleine Änderungen auf der Fläche erzeugen kleine Änderungen der Ausgangsgröße und, die addiert ergeben.

Bei mehreren voneinander unabhängigen Eingangsgrößen wird die entsprechende Reihenentwicklung verwendet, ebenfalls bis zum linearen Glied als Näherungslösung für kleine {\displaystyle |\Delta x_{i}|}:
{\displaystyle y=y(x_{1}\,,\ x_{2}\,,\ \dots )\quad \Rightarrow \quad \Delta y={\frac {\partial y}{\partial x_{1}}}\cdot \Delta x_{1}+{\frac {\partial y}{\partial x_{2}}}\cdot \Delta x_{2}+\cdots }
| {\displaystyle \Delta y}:                      | Gesamtfehler {\displaystyle F_{y}} des Ergebnisses {\displaystyle y}           |
| {\displaystyle {\frac {\Delta y}{y}}}:         | relativer Fehler {\displaystyle f_{y}} des Ergebnisses {\displaystyle y}       |
| {\displaystyle \Delta x_{i}}:                  | Fehler {\displaystyle F_{i}} der Eingangsgröße {\displaystyle x_{i}}           |
| {\displaystyle {\frac {\Delta x_{i}}{x_{i}}}}: | relativer Fehler {\displaystyle f_{i}} der Eingangsgröße {\displaystyle x_{i}} |
Die hier einzusetzenden partiellen Differentialquotienten {\displaystyle {\frac {\partial y}{\partial x_{i}}}} liefern Aussagen, wie stark sich {\displaystyle y} ändert, wenn sich von allen unabhängigen Eingangsgrößen ausschließlich {\displaystyle x_{i}} ändert; die übrigen Eingangsgrößen werden jeweils als Konstanten behandelt.
Die allgemeine Lösung vereinfacht sich für die vier Grundrechenarten:
| * Bei Addition       | {\displaystyle y=x_{1}+x_{2}\quad }      | {\displaystyle {\frac {\partial y}{\partial x_{1}}}=1}                        | {\displaystyle {\frac {\partial y}{\partial x_{2}}}=1}                                 | {\displaystyle F_{y}=F_{1}+F_{2}} |
| * Bei Subtraktion    | {\displaystyle y=x_{1}-x_{2}}            | {\displaystyle {\frac {\partial y}{\partial x_{1}}}=1}                        | {\displaystyle {\frac {\partial y}{\partial x_{2}}}=-1}                                | {\displaystyle F_{y}=F_{1}-F_{2}} |
| * Bei Multiplikation | {\displaystyle y=x_{1}\;\cdot \;x_{2}}   | {\displaystyle {\frac {\partial y}{\partial x_{1}}}=x_{2}}                    | {\displaystyle {\frac {\partial y}{\partial x_{2}}}=x_{1}}                             | {\displaystyle f_{y}=f_{1}+f_{2}} |
| * Bei Division       | {\displaystyle y={\frac {x_{1}}{x_{2}}}} | {\displaystyle {\frac {\partial y}{\partial x_{1}}}={\frac {1}{x_{2}}}\quad } | {\displaystyle {\frac {\partial y}{\partial x_{2}}}=-{\frac {x_{1}}{x_{2}^{2}}}\quad } | {\displaystyle f_{y}=f_{1}-f_{2}} |

Hinweis: Dabei sind Angaben mit ungewissem Vorzeichen (±) keine Angaben von Fehlern; der Unterschied zwischen Fehler und Fehlergrenze ist zu beachten. Bei Fehlergrenzen und Messunsicherheiten gelten andere Sachverhalte, siehe dazu die nächsten Abschnitte.
Die Formeln gelten nur, wenn die tatsächlichen Werte der Fehler mit Vorzeichen bekannt sind. Bei Fehlerfortpflanzung können sich die Fehler mehr oder weniger ergänzen oder aufheben.
Beispiel: Wenn {\displaystyle x_{1}} um 2 % zu groß und {\displaystyle x_{2}} um 3 % zu groß sind:
Dann wird bei der Multiplikation {\displaystyle y} um 5 % zu groß.
Dann wird bei der Division {\displaystyle y} um 1 % zu klein.
Zur Verdeutlichung kann folgendes Beispiel dienen: Wer {\displaystyle {\tfrac {1{,}00}{1{,}00}}} ausrechnen will, aber im Zähler eine um 2 % zu große Zahl einsetzt und im Nenner eine um 3 % zu große Zahl, berechnet {\displaystyle {\tfrac {1{,}02}{1{,}03}}} und erhält 0,99. Dieses Ergebnis weicht vom richtigen Wert 1,00 um −1 % ab. Diese Feststellung zum Fehler lässt sich mit der Formel {\displaystyle \quad f_{y}=f_{1}-f_{2}=2\,\%-3\,\%\quad } einfacher bekommen. Und das Minuszeichen vor {\displaystyle f_{2}} ist offensichtlich richtig!

### Fehlergrenzen
Sind nicht die Fehler selber bekannt, sondern nur ihre Grenzen, so lässt sich derselbe mathematische Ansatz verwenden, wenn die {\displaystyle \Delta }-Werte als Fehlergrenzen angesehen werden. Diese sind vorzeichenlos, also als Betrag definiert. Für das Ergebnis lässt sich so auch nur die Fehlergrenze ausrechnen; dazu ist mit der ungünstigsten Vorzeichenkombination zu rechnen, indem Beträge addiert werden.
{\displaystyle \Delta y=\left|{\frac {\partial y}{\partial x_{1}}}\right|\cdot \Delta x_{1}+\left|{\frac {\partial y}{\partial x_{2}}}\right|\cdot \Delta x_{2}+\cdots }
| {\displaystyle \Delta y}:                          | Gesamtfehlergrenze {\displaystyle G_{y}} des Ergebnisses {\displaystyle y}          |
| {\displaystyle \Delta x_{i}}:                      | Fehlergrenze {\displaystyle G_{i}} der Eingangsgröße {\displaystyle x_{i}}          |
| {\displaystyle {\frac {\Delta x_{i}}{\|x_{i}\|}}}: | relative Fehlergrenze {\displaystyle g_{i}} der Eingangsgröße {\displaystyle x_{i}} |
| {\displaystyle {\frac {\Delta y}{\|y\|}}}:         | relative Fehlergrenze {\displaystyle g_{y}} des Ergebnisses {\displaystyle y}       |
Die allgemeine Lösung vereinfacht sich bei den vier Grundrechenarten:
| * Bei Addition und Subtraktion    | {\displaystyle G_{y}=G_{1}+G_{2}}   |
| * Bei Multiplikation und Division | {\displaystyle g_{y}\ =g_{1}+g_{2}} |

Beispiel: Wenn {\displaystyle x_{1}} um bis 2 % zu groß oder zu klein und {\displaystyle x_{2}} um bis 3 % zu groß oder zu klein sein können:
Dann kann bei der Multiplikation wie bei der Division {\displaystyle y} um bis 5 % zu groß oder zu klein sein.

### Messunsicherheiten

#### Eine fehlerbehaftete Größe
Gibt es von der Größe {\displaystyle x} mehrere mit zufälligen Fehlern behaftete Werte {\displaystyle v_{j}} mit {\displaystyle j=1,\dotsc ,n}, so ergibt sich nach den Regeln der Fehlerrechnung für Normalverteilung gegenüber dem Einzelwert eine verbesserte Aussage durch Bildung des empirischen Mittelwertes {\displaystyle {\overline {v_{x}}}\,}:
{\displaystyle {\overline {v_{x}}}={\frac {1}{n}}\sum _{j=1}^{n}v_{j}}
Jeder neu hinzukommende Wert verändert mit seinem individuellen zufälligen Fehler den Mittelwert und macht ihn somit unsicher. Die Unsicherheit {\displaystyle u_{x\,}}, die dem berechneten Mittelwert anhaftet, ist gegeben:
{\displaystyle u_{x}={\sqrt {{\frac {1}{n(n-1)}}\sum _{j=1}^{n}(v_{j}-{\overline {v_{x}}})^{2}}}}
Anschaulich sind hier näherungsweise die quadrierten zufälligen Fehler addiert worden. Für große {\displaystyle n} strebt die Unsicherheit gegen null, und bei Abwesenheit systematischer Fehler strebt der Mittelwert gegen den richtigen Wert.
Wird in einer Rechnung zur Fehlerfortpflanzung als Eingangsgröße {\displaystyle x} der Mittelwert {\displaystyle {\overline {v_{x}}}\,} verwendet, so wirkt sich dessen Unsicherheit {\displaystyle u_{x}} auf die Unsicherheit {\displaystyle u_{y}} des Ergebnisses {\displaystyle y} aus. Bei genügend kleinem {\displaystyle u_{x}} kann dieser Wert für die Fehlerfortpflanzung als {\displaystyle \Delta x} in die lineare Näherung der Taylorreihe eingesetzt werden. Dabei ist zu beachten, dass Unsicherheiten als Beträge definiert sind:
{\displaystyle \Delta y={\frac {dy}{dx}}\cdot \Delta x\qquad \qquad \Rightarrow \qquad \qquad u_{y}=\left|{\frac {dy}{dx}}\right|\cdot u_{x}}

#### Mehrere fehlerbehaftete Größen

##### Voneinander unabhängige fehlerbehaftete Größen
Bei mehreren voneinander unabhängigen Eingangsgrößen {\displaystyle x_{1}\,,\ x_{2}\,,\ \dotsc \ } seien die Mittelwerte jeweils mit einer Unsicherheit {\displaystyle u_{1}\,,\ u_{2}\,,\ \dotsc \ } bestimmt worden. Das Ergebnis {\displaystyle y} wird aus den Mittelwerten berechnet. Zur Berechnung seiner Unsicherheit {\displaystyle u_{y}} wird wieder mit der linearen Näherung bei mehreren unabhängigen Variablen begonnen; allerdings müssen – wie bei der Berechnung der Unsicherheit – die quadrierten Beiträge der Einzel-Unsicherheiten addiert werden.
{\displaystyle \Delta y={\frac {\partial y}{\partial x_{1}}}\cdot \Delta x_{1}+{\frac {\partial y}{\partial x_{2}}}\cdot \Delta x_{2}+\cdots \ \Rightarrow \ {u_{y}}={\sqrt {\left({\frac {\partial y}{\partial x_{1}}}\cdot u_{1}\right)^{2}+\left({\frac {\partial y}{\partial x_{2}}}\cdot u_{2}\right)^{2}+\cdots }}}
Diese Gleichung ist das Gaußsche Fehlerfortpflanzungsgesetz.
Die Gleichung vereinfacht sich für die vier Grundrechenarten:
| * Bei Addition und Subtraktion    | {\displaystyle y=x_{1}+x_{2}-x_{3}\qquad }   | {\displaystyle \quad {u_{y}}^{2}={u_{1}}^{2}+{u_{2}}^{2}+{u_{3}}^{2}} |
| * Bei Multiplikation und Division | {\displaystyle y=x_{1}\cdot x_{2}\,:\,x_{3}} | {\displaystyle {\bigg (}{\frac {u_{y}}{y}}{\bigg )}^{2}={\bigg (}{\frac {u_{1}}{x_{1}}}{\bigg )}^{2}+{\bigg (}{\frac {u_{2}}{x_{2}}}{\bigg )}^{2}+{\bigg (}{\frac {u_{3}}{x_{3}}}{\bigg )}^{2}} |

Das Gesetz ist nur anwendbar, wenn sich die Modellfunktion {\displaystyle y=y(x_{1}\,,\ x_{2}\,,\ \cdots )} bei Änderungen der Einflussgrößen {\displaystyle x_{i}} im Bereich ihrer Standardunsicherheiten {\displaystyle u_{i}} hinreichend linear verhält. Ist dies nicht der Fall, ist das Rechenverfahren erheblich aufwändiger. Die Norm DIN 1319 und der „Leitfaden zur Angabe der Unsicherheit beim Messen“ geben Hinweise, wie eine unzulässige Nichtlinearität zu erkennen und zu umgehen ist. Außerdem ist Varianzhomogenität vorausgesetzt.

##### Voneinander abhängige fehlerbehaftete Größen
Bei einer Abhängigkeit (Korrelation) zwischen {\displaystyle m} fehlerbehafteten Größen muss das Gauß’sche Fehlerfortpflanzungsgesetz unter Einbeziehung der Kovarianzen oder der Korrelationskoeffizienten zwischen jeweils zwei Größen zum verallgemeinerten (generalisierten) Gauß’schen Fehlerfortpflanzungsgesetz erweitert werden:
{\displaystyle u_{y}={\sqrt {\sum _{i=1}^{m}\sum _{k=1}^{m}{\frac {\partial y}{\partial x_{i}}}\ {\frac {\partial y}{\partial x_{k}}}\cdot u(x_{i},x_{k})}}={\sqrt {\underbrace {\sum _{i=1}^{m}\left({\frac {\partial y}{\partial x_{i}}}\cdot u_{i}\right)^{2}} _{\mathrm {wie~oben} }+2\underbrace {\sum _{i=1}^{m-1}\sum _{k=i+1}^{m}{\frac {\partial y}{\partial x_{i}}}\ {\frac {\partial y}{\partial x_{k}}}\cdot u(x_{i},x_{k})} _{\mathrm {Korrelationsterme} }}}}
mit der Kovarianz {\displaystyle u(x_{i},x_{k})}. Für unabhängige Größen fallen die Korrelationsterme weg und es ergibt sich die Formel aus dem Abschnitt für unabhängige Größen.
Die relative Unsicherheit einer Größe, die sich aus zwei vollkommen korrelierten Größen ableitet, kann dabei kleiner (besser) werden als die beiden relativen Unsicherheiten der Eingangsgrößen.
Die Fehlerfortpflanzung für ein Ergebnis {\displaystyle y} und den korrelierten Messfehlern, lässt sich auch folgendermaßen formulieren:
{\displaystyle u_{y}={\sqrt {\operatorname {grad} y^{T}\cdot V_{x}\cdot \operatorname {grad} y}}}
mit {\displaystyle V_{x}} als Kovarianzmatrix.

#### Generalisiertes Fehlerfortpflanzungsgesetz
Mit Hilfe des Matrixformalismus kann das allgemeine Fehlerfortpflanzungsgesetz kompakt ausgedrückt werden als:
{\displaystyle V_{y}=J(x)\cdot V_{x}\cdot J^{T}(x)}
wobei {\displaystyle V_{x}} und {\displaystyle V_{y}} die jeweiligen Kovarianzmatrizen der Vektoren {\displaystyle {\boldsymbol {x}}} und {\displaystyle {\boldsymbol {y}}} sind und {\displaystyle J} die Jacobi-Matrix {\displaystyle J_{ij}(x)={\frac {\partial y_{i}}{\partial x_{j}}}(x)}. Dabei handelt es sich hier nicht nur um ein Ergebnis {\displaystyle y} wie im oben genannten Beispiel, sondern um einen Vektor mit vielen Ergebnissen, die aus den Eingangsgrößen {\displaystyle {\boldsymbol {x}}} abgeleitet werden. Die Standardabweichung für jedes {\displaystyle y_{i}} ergibt sich nun aus den Wurzeln der Diagonalelemente {\displaystyle {\boldsymbol {u_{y}}}={\sqrt {\operatorname {diag} (V_{y})}}}.